# Lista de Mulheres Pioneiras em Portugal
Esta é uma lista de mulheres consideradas pioneiras em diversas áreas e campos de estudo em Portugal.

## Arquitectura e Engenharia
| Data | Nome                        | Imagem | Nascimento                     | Morte                          | Feito Histórico                                                                                          | Outros Dados |
| ---- | --------------------------- | ------ | ------------------------------ | ------------------------------ | --- | --- |
| 1894 | Rita de Moraes Sarmento     |        | 11 de fevereiro de 1872, Porto | 28 de março de 1931, Lisboa    | Primeira mulher licenciada em Engenharia Civil no país pela Academia Politécnica do Porto                | Apesar de ter concluido os seus estudos em 1894, apenas dois anos depois obteve a emissão da respetiva "Carta de Capacidade", nunca chegando a exercer qualquer atividade profissional como engenheira civil. |
| 1937 | Maria Amélia Chaves         |        | 28 de janeiro de 1911, Lisboa  | 5 de abril de 2017, Lisboa     | Primeira mulher licenciada em Engenharia Civil pelo Instituto Superior Técnico da Universidade de Lisboa | Foi a primeira aluna do sexo feminino a ingressar no curso de Engenharia Civil da Universidade de Lisboa em 1931 e a primeira engenheira portuguesa inscrita na Ordem dos Engenheiros em 1938; Foi também a primeira pessoa de engenharia a desenvolver cálculos antissísmicos nas construções, tendo sido relatora no I Congresso dos Sismos, realizado em 1955. |
| 1939 | Isabel Gago                 |        | 30 de maio de 1913, Lisboa     | 8 de maio de 2012, Lisboa      | Primeira licenciada em Engenharia Química pelo Instituto Superior Técnico da Universidade de Lisboa      | Após completar os seus estudos, foi a primeira professora catedrática de Engenharia no país, dando aulas teóricas e práticas na área de Eletroquímica. |
| 1942 | Maria José Estanco          |        | 26 de março de 1905, Loulé     | 30 de setembro de 1999, Lisboa | Primeira mulher licenciada em Arquitectura no país pela Escola de Belas Artes de Lisboa                  | Apesar de licenciada e de ter sido a vencedora do prémio de Melhor Aluno de Arquitectura, nunca conseguiu exercer profissionalmente, dedicando a sua vida ao ensino em diversas escolas e liceus, à decoração de interiores e ao design de mobiliário. |
| 1943 | Maria José Marques da Silva |        | 1914, Porto                    | 1996, Porto                    | Primeira mulher licenciada em Arquitetura na Escola de Belas-Artes do Porto                              | Exerceu no ateliê de José Marques da Silva, seu pai, sucedendo-lhe na direcção de algumas obras. Posteriormente, foi presidente da secção regional do Norte da Associação dos Arquitectos e desenvolveu a sua actividade profissional ao lado do seu marido David Moreira da Silva.                                                                               |

## Aviação e Automobilismo
| Data | Nome                                 | Imagem                           | Nascimento                    | Morte                            | Feito Histórico                                                                                                 | Outros Dados |
| ---- | ------------------------------------ | -------------------------------- | ----------------------------- | -------------------------------- | --- | --- |
| 1928 | Maria de Lurdes Braga de Sá Teixeira |                                  | 19 de outubro de 1907,        | 19 de julho de 1984              | Primeira piloto aviadora portuguesa                                                                             | Foi a primeira mulher a obter o brevete em Portugal, então com apenas vinte e um anos de idade. |
| 19?? | Fernanda de Castro                   |                                  | 8 de dezembro de 1900, Lisboa | 19 de dezembro de 1994, Lisboa   | Primeira mulher a tirar a carta de condução de automóvel em Portugal, juntamente com mais duas mulheres         | |
| 1932 | Palmira Coelho                       |                                  |                               |                                  | Primeira condutora a participar numa competição automobilística em Portugal                                     | Participou no Circuito da Boavista, ao volante de um Opel. |
| 1937 | Maria Amaral                         |                                  |                               |                                  | Primeira mulher a obter uma licença de pilotagem numa organização civil de aviação em Portugal                  | |
| 1947 | Maria Ghira                          |                                  |                               |                                  | Primeira mulher a obter uma licença de pilotagem por intermédio da Escola de Pilotagem do Aero Club de Portugal | Posteriormente também se tornaria na primeira mulher a exercer a profissão de instrutora de condução automóvel, tendo criado a primeira escola de condução exclusivamente feminina. |
| 1950 | Françoise Delpeut                    |                                  | 25 de maio de 1926, Setúbal   | 3 de maio de 2008, Montrouge     | Primeira mulher a obter o brevete de piloto de um avião planador (sem motor) no país                            | |
| 1959 | Isabel Rilvas                        |                                  | 8 de janeiro de 1935, Lisboa  |                                  | Primeira mulher piloto-acrobata da Península Ibérica                                                            | Em 1961 tornou-se membro das Enfermeiras Paraquedistas. Foi também a segunda mulher a obter um brevete de piloto de avião planador (sem motor), tornando-se na primeira recordista portuguesa de um vôo sem motor, a primeira pessoa portuguesa a obter o brevet de balão de ar quente, em 1981, e a primeira pessoa civil a saltar em Tancos, em 1957, Luanda e em Lourenço Marques, em 1959. Foi a única mulher a competir no I Campeonato Nacional de Acrobacia Aérea em Sintra, obtendo o segundo lugar. |
| 1959 | Isabel Rilvas                        | Primeira paraquedista portuguesa | 8 de janeiro de 1935, Lisboa  |                                  | | Em 1961 tornou-se membro das Enfermeiras Paraquedistas. Foi também a segunda mulher a obter um brevete de piloto de avião planador (sem motor), tornando-se na primeira recordista portuguesa de um vôo sem motor, a primeira pessoa portuguesa a obter o brevet de balão de ar quente, em 1981, e a primeira pessoa civil a saltar em Tancos, em 1957, Luanda e em Lourenço Marques, em 1959. Foi a única mulher a competir no I Campeonato Nacional de Acrobacia Aérea em Sintra, obtendo o segundo lugar. |
| 1973 | Eva Vaz                              |                                  | 19 de julho de 1947, Porto    | 23 de janeiro de 2025, Sri Lanka | Primeira piloto aviadora de vôos comerciais em Portugal                                                         | Tornou-se na primeira mulher a tirar um brevete comercial, tendo efetuado as provas do exame nos Serviços de Aeronáutica Civil em Angola, num Cessna 172. Após, trabalhou na Aero Algarve, LAR Transregional (EUROAIR) e para clientes privados. Foi também pioneira ao ser detentora de uma licença de Piloto de Linha Aérea. |
| 1992 | Teresa Cupertino Miranda             |                                  |                               |                                  | Primeira piloto portuguesa a participar no Rali Dakar                                                           | Participou de carro na edição Paris-Cidade do Cabo. Em 1997, a sua prima Céu Pires de Lima tornar-se ia na terceira mulher portuguesa a competir também na prova de automóvel. |
| 1995 | Joana Lemos                          |                                  | 24 de abril de 1973, Lisboa   |                                  | Primeira piloto portuguesa a competir no Rali Dakar em moto                                                     | Foi também a primeira portuguesa a competir nas provas do deserto, sendo convidada em 1996, pela Nissan, para passar das motos para os automóveis, tendo como navegadora Margarida Pinto Correia. Um ano depois tornou-se na mais nova piloto de todo mundo a concluir e vencer em automóvel a Taças das Senhoras do Paris-Dakar, ao lado de Carine Duret e ao volante de um Nissan Patrol. |
| 2003 | Elisabete Jacinto                    |                                  | 8 de junho de 1964, Montijo   |                                  | Primeira portuguesa a competir no Rali Rali Dakar num camião                                                    | Tornou-se na segunda mulher a terminar o Rali Dakar em camião e consequentemente a primeira portuguesa a obter a façanha em 2004. |

## Belas Artes
| Data | Nome                                      | Imagem | Nascimento                     | Morte                         | Feito Histórico                                                                                            | Outros Dados |
| ---- | ----------------------------------------- | ------ | ------------------------------ | ----------------------------- | --- | --- |
| 1845 | Francisca de Almeida Furtado              |        | 4 de outubro de 1826, Viseu    | 12 de março de 1918, Porto    | Primeira artista do sexo feminino a participar numa Exposição Trienal da Academia Portuense de Belas Artes | Irmã do professor e pintor Tadeu de Almeida Furtado, aproveitou o facto das exposições serem abertas a todos os artistas inscritos ou não na instituição, onde apresentou oito miniaturas. A terceira edição realizada em 1848, contou com mais três artistas mulheres, nomeadamente Doroteia de Almeida Furtado, Maria Leonor Teixeira de Carvalho e Maria da Gloria da Fonseca Vasconcelos, nas categorias de Desenho e Miniatura. |
| 1880 | Cristina Amélia Machado                   |        | 17 de agosto de 1860, Mêda     | 30 de novembro de 1884, Porto | Primeira aluna do sexo feminino a ingressar na Academia Portuense de Belas Artes                           | Frequentou os très primeiros anos do curso de Desenho Histórico, tendo no entando que interromper os seus estudos no 4º ano devido a doença. Faleceu nesse mesmo ano, vítima de bronquite crónica. |
| 1891 | Clotilde Feio Soares de Azevedo           |        | 1871, Lagos                    |                               | Primeiras alunas do sexo feminino a ingressar na Escola de Belas Artes de Lisboa                           | Frequentaram o Curso Geral de Desenho |
| 1891 | Maria Emília Arroja                       |        | 1875, Faro                     |                               | Primeiras alunas do sexo feminino a ingressar na Escola de Belas Artes de Lisboa                           | Frequentaram o Curso Geral de Desenho |
| 1899 | Maria Augusta de Prostes Bordalo Pinheiro |        | 14 de novembro de 1840, Lisboa | 22 de outubro de 1915, Lisboa | Primeira artista portuguesa a expor na Exposição Universal de Paris                                        | Foi premiada com a medalha de ouro pelas suas rendas, dando o exemplo para que, na Exposição Universal de Paris de 1900, mais duas pintoras portuguesas fizessem parte da delegação de artistas portugueses: Emília dos Santos Braga e Fanny Munró. |
| 1914 | Maria da Glória Ribeiro da Cruz           |        | 1891                           |                               | Foi a primeira mulher escultora a ter uma obra num jardim público em Lisboa                                | Autora da escultura "La Source - A Fonte" exposta no Jardim da Estrela, em Lisboa |

## Ciências e Medicina
| Data | Nome                                      | Imagem | Nascimento                                  | Morte                          | Feito Histórico | Outros Dados |
| ---- | ----------------------------------------- | ------ | ------------------------------------------- | ------------------------------ | --- | --- |
| 1869 | Maria José Cruz de Oliveira e Silva       |        | Lavos, Figueira da Foz                      |                                | Primeira mulher licenciada em Farmácia no país pela Universidade de Coimbra                                            | Oriunda de uma família de farmacêuticos, em 1860 dirigiu um requerimento ao rei, onde pedia autorização para fazer o exame de Farmácia na Universidade de Coimbra. Apesar de não ter ingressado na faculdade, após comprovar que tinha experiência profissional, passou com distinção no exame, tornando-se na primeira mulher licenciada em Farmácia. |
| 1880 | Elisa Augusta da Conceição Andrade        |        | 1855, Lisboa                                |                                | Primeira aluna a ingressar na Escola Médico-Cirúrgica de Lisboa                                                        | Considerada a primeira médica portuguesa, não existem dados suficientes para apurar que tenha concluido o curso de Medicina, sendo apenas possível confirmar a sua matrícula até 1884 e que manteve consultório próprio, onde exerceu como médica, em 1889. |
| 1884 | Maria Leite da Silva Tavares Paes Moreira |        | 21 de janeiro de 1858, Santa Maria da Feira | 6 de agosto de 1941, Porto     | Primeira aluna do sexo feminino a ingressar na Academia Politécnica do Porto e primeira médica de um monarca português | Posteriormente ingressou e concluiu os seus estudos na Escola Médico-Cirúrgica do Porto, onde foi colega das irmãs Aurélia e Laurinda Moraes Sarmento. É reconhecida por ter sido médica da Rainha D. Amélia. |
| 1891 | Aurélia de Moraes Sarmento                |        | 4 de junho de 1869, Porto                   | 6 de abril de 1939, Porto      | Primeira mulher licenciada em Medicina pela Escola Médico-Cirúrgica do Porto                                           | Frequentou o curso ao lado da sua irmã Laurinda de Moraes Sarmento, que se tornou na segunda mulher licenciada em Medicina pela mesma escola. Mais tarde, a sua irmã Guilhermina de Moraes Sarmento também se diplomou no mesmo curso. |
| 1891 | Amélia Cardia                             |        | 1 de novembro de 1855, Lisboa               | 30 de abril de 1938, Lisboa    | Primeira mulher licenciada em Medicina pela Escola Médica-Cirúrgica de Lisboa                                          | Era irmã da parteira da Família Real Portuguesa, Alice Rosa da Assunção Costa (1850-1908), que assistiu ao nascimento de D. Luís Filipe e D. Manuel. Após concluir o curso, tornou-se na primeira médica interna nos Hospitais Civis em Portugal. |
| 1894 | Domitila de Carvalho                      |        | 10 de abril de 1871, Lisboa                 | 11 de novembro de 1966, Lisboa | Primeira mulher a se licenciar em Matemática, Filosofia e Medicina na Universidade de Coimbra                          | Foi pioneira ao ingressar nos primeiros cursos da Universidade de Coimbra que permitiam o acesso do ensino superior às mulheres, concluindo as licenciaturas de Matemática (1891-1894), Filosofia (1890-1895) e Medicina (1896-1904), e a primeira mulher reitora no país, ao assumir a direcção do Liceu D. Maria Pia, onde leccionava Matemática, tornando-se consequentemente na primeira professora dessa disciplina no país. Em 1934 foi convidada pela União Nacional para integrar a lista única de candidatos a deputados na I Legislatura da Assembleia Nacional do Estado Novo, tornando-se, ao lado de Maria Guardiola e Maria Cândida Parreira, numa das três primeiras deputadas portuguesas. |
| 1903 | Carolina Beatriz Ângelo                   |        | 16 de abril de 1878, Guarda                 | 3 de outubro de 1911, Lisboa   | Primeira médica cirurgiã portuguesa                                                                                    | Reconhecida por ter sido a primeira mulher a votar em Portugal, após concluir os seus estudos em Medicina na Escola Médico-Cirúrgica de Lisboa, tornou-se na primeira mulher cirurgiã em Portugal ao operar no Hospital de São José, sob a direcção de Sabino Maria Teixeira Coelho. |
| 1919 | Seomara da Costa Primo                    |        | 10 de novembro de 1895, Lisboa              | 2 de abril de 1986, Amadora    | Primeira mulher licenciada em Ciências Histórico-Naturais pela Faculdade de Ciências da Universidade de Lisboa         | Anos mais tarde, em 1942, tornou-se na primeira mulher doutorada em Ciências, obtendo a cátedra de Botânica, um ano depois, na mesma instituição. |
| 1928 | Sara Benoliel                             |        | 12 de abril de 1898, Borba, Brasil          | 20 de dezembro de1970, Lisboa  | Primeira médica pediatra a exercer em Portugal                                                                         | Licenciada pela Faculdade de Medicina da Universidade de Lisboa, após realizar vários cursos de pediatria na Alemanha, Áustria e França, tornou-se conhecida como a primeira médica pediatra em Portugal. É também reconhecida por ter criado cursos gratuitos sobre cuidados materno-infantis e ter fundado várias iniciativas, como o Auxílio Maternal do Pessoal Feminino dos Hospitais Civis. Foi também uma das primeiras mulheres a conduzir em Lisboa. |
| 1944 | Rolanda Maria Albuquerque de Matos        |        | 11 de maio de 1926, Queluz                  | 30 de novembro de 2015         | Primeira mulher licenciada em Ciências Biológicas na Universidade de Coimbra                                           | Considerada uma das pioneiras biólogas no estudo da genética dos helicídeos em Portugal. |
| 1944 | Leopoldina Ferreira Paulo                 |        | 12 de janeiro de 1908, Porto                | 17 de novembro de 1996, Porto  | Primeira mulher doutorada em Ciências Biológicas na Faculdade de Ciências da Universidade do Porto                     | Licenciada em Ciências Histórico-Naturais pela Universidade do Porto em 1933 e em Ciências Pedagógicas da Faculdade de Letras da Universidade de Coimbra em 1935, publicou numerosos trabalhos científicos no âmbito da Antropologia e da Etnologia. |
| 1947 | Cesina Bermudes                           |        | 20 de maio de 1908, Lisboa                  | 5 de dezembro de 2001, Lisboa  | Primeira médica doutorada em Obstetrícia                                                                               | Introduziu em Portugal o parto sem dor. |
| 1963 | Maria Luísa van Zeller                    |        | 16 de dezembro de 1906, Lisboa              | 4 de março de 1983, Lisboa     | Primeira mulher a assumir o cargo de Diretora-Geral de Saúde no país                                                   | Foi também a primeira mulher diretora da Maternidade Alfredo da Costa durante a década de 1950. |

## Desporto
| Data | Nome                     | Imagem                                                                                            | Nascimento                                | Morte                                                                                           | Feito Histórico | Outros Dados |
| ---- | ------------------------ | ------------------------------------------------------------------------------------------------- | ----------------------------------------- | ----------------------------------------------------------------------------------------------- | --- | --- |
| 1952 | Dália Cunha              |                                                                                                   | 26 de dezembro de 1928, Lisboa            | 19 de outubro de 2022, Lisboa                                                                   | Primeiras atletas portuguesas a competir nos Jogos Olímpicos                                                          | Competiram em cinco provas individuais de ginástica aplicada (Trave Olímpica, Solo, Mesa, Paralelas Assimétricas e All-Around Individual) nos Jogos Olímpicos de Verão de 1952 em Helsínquia. |
| 1952 | Natália Cunha e Silva    |                                                                                                   | 15 de setembro de 1927, Lisboa            | 1959, Lisboa                                                                                    | Primeiras atletas portuguesas a competir nos Jogos Olímpicos                                                          | Competiram em cinco provas individuais de ginástica aplicada (Trave Olímpica, Solo, Mesa, Paralelas Assimétricas e All-Around Individual) nos Jogos Olímpicos de Verão de 1952 em Helsínquia. |
| 1952 | Maria Laura Silva Amorim |                                                                                                   | 1932                                      |                                                                                                 | Primeiras atletas portuguesas a competir nos Jogos Olímpicos                                                          | Competiram em cinco provas individuais de ginástica aplicada (Trave Olímpica, Solo, Mesa, Paralelas Assimétricas e All-Around Individual) nos Jogos Olímpicos de Verão de 1952 em Helsínquia. |
| 1960 | Maria José Nápoles       |                                                                                                   | 7 de novembro de 1936, Maputo             | 27 de junho de 2024                                                                             | Primeira atleta portuguesa a competir em esgrima nos Jogos Olímpicos                                                  | Foi a única mulher portuguesa a participar nos Jogos Olímpicos de 1960 em Roma, nomeadamente na prova de florete individual de esgrima.                                                       |
| 1982 | Rosa Mota                |                                                                                                   | 29 de junho de 1958, Porto                |                                                                                                 | Primeira atleta portuguesa a competir no Campeonato Europeu de Atletismo na modalidade de Maratona                    | Vencedora da Medalha de Ouro em Maratona no Campeonato Europeu de Atletismo de 1982 em Atenas.                                                                                                |
| 1982 | Rosa Mota                | Primeira atleta portuguesa a conquista a Medalha de Ouro num Campeonato Europeu de Atletismo      | 29 de junho de 1958, Porto                |                                                                                                 | | Vencedora da Medalha de Ouro em Maratona no Campeonato Europeu de Atletismo de 1982 em Atenas.                                                                                                |
| 1984 | Rosa Mota                | Primeira atleta portuguesa a competir em Maratona nos Jogos Olímpicos                             | 29 de junho de 1958, Porto                | Vencedora da Medalha de Bronze em Maratona nos Jogos Olímpicos de Verão de 1984 em Los Angeles. | | |
| 1984 | Rosa Mota                | Primeira Medalha Olímpica conquistada por uma atleta portuguesa                                   | 29 de junho de 1958, Porto                | Vencedora da Medalha de Bronze em Maratona nos Jogos Olímpicos de Verão de 1984 em Los Angeles. | | |
| 1984 | Rosa Mota                | Primeira Medalha Olímpica de Bronze conquistada por uma atleta portuguesa                         | 29 de junho de 1958, Porto                | Vencedora da Medalha de Bronze em Maratona nos Jogos Olímpicos de Verão de 1984 em Los Angeles. | | |
| 1987 | Rosa Mota                | Primeira atleta portuguesa a receber uma Medalha de Ouro num Campeonato Mundial de Atletismo      | 29 de junho de 1958, Porto                | Vencedora da Medalha de Ouro em Maratona no Campeonato Mundial de Atletismo de 1987 em Roma     | | |
| 1988 | Rosa Mota                | Primeira Medalha Olímpica de Ouro conquistada por uma atleta portuguesa                           | 29 de junho de 1958, Porto                | Vencedora da Medalha de Ouro em Maratona nos Jogos Olímpicos de Verão de 1988 em Seoul          | | |
| 1996 | Fernanda Ribeiro         |                                                                                                   | 23 de Junho de 1969, Penafiel             |                                                                                                 | Primeira Medalha Olímpica de de Ouro conquistada por uma atleta portuguesa nos 10000 metros de corrrida               | Vencedora da Medalha de Ouro nos Jogos Olímpicos de Veráo de 1996 em Atlanta, na modalidade dos 10000 metros.                                                                                 |
| 2008 | Vanessa Fernandes        |                                                                                                   | 14 de setembro de 1985, Vila Nova de Gaia |                                                                                                 | Primeira Medalha Olímpica de Prata conquistada por uma atleta portuguesa                                              | Vencedora da Medalha de Prata nos Jogos Olímpicos de Verão de 2008 em Pequim, na modalidade de Triatlo.                                                                                       |
| 2008 | Vanessa Fernandes        | Primeira Medalha Olímpica de Prata conquistada por uma atleta portuguesa na modalidade de Triatlo | 14 de setembro de 1985, Vila Nova de Gaia |                                                                                                 | | Vencedora da Medalha de Prata nos Jogos Olímpicos de Verão de 2008 em Pequim, na modalidade de Triatlo.                                                                                       |
| 2016 | Telma Monteiro           |                                                                                                   | 27 de dezembro de 1985, Lisboa            |                                                                                                 | Primeira Medalha Olímpica de Bronze conquistada por uma atleta portuguesa na modalidade de Judo (categoria -57 kilos) | Vencedora da Medalha de Bronze nos Jogos Olímpicos de Verão de 2016 no Rio de Janeiro |
| 2020 | Patrícia Mamona          |                                                                                                   | 21 de novembro de 1988, Lisboa            |                                                                                                 | Primeira Medalha Olímpica de Prata conquistada por uma atleta portuguesa na modalidade de Triplo Salto                | Vencedora da Medalha de Prata nos Jogos Olímpicos de Verão de 2020 em Tóquio. |
| 2024 | Patrícia Sampaio         |                                                                                                   | 30 de junho de 1999, Tomar                |                                                                                                 | Primeira Medalha Olímpica de Bronze conquistada por uma atleta portuguesa na modalidade de Judo (categoria -78 kilos) | Vencedora da Medalha de Bronze nos Jogos Olímpicos de Verão de 2024 em Paris. |

## Direito
| Data | Nome                      | Imagem | Nascimento                   | Morte                             | Feito Histórico | Outros Dados |
| ---- | ------------------------- | ------ | ---------------------------- | --------------------------------- | --- | --- |
| 1913 | Regina Quintanilha        |        | 9 de maio de 1893, Bragança  | 19 de março de 1967, Lisboa       | Primeira mulher licenciada em Direito na Universidade de Coimbra, juntamente com Maria da Ascensão de Sousa Sampaio; É também a primeira advogada, procuradora judicial e conservadora de registo predial a exercer em Portugal. | Integrou o primeiro curso de Direito na Universidade de Coimbra que permitiu o acesso às mulheres em 1910. Após concluir os seus estudos, apelou aos tribunais para que o seu caso fosse considerado, uma vez que a carreira da advogacia estava vedada às mulheres, obtendo o aval do Presidente do Supremo Tribunal de Justiça para advogar, estreando-se nesse mesmo dia com a toga dos advogados no Tribunal da Boa-Hora, em Lisboa. |
| 1918 | Aurora Teixeira de Castro |        | 2 de junho de 1891, Porto    | 14 de dezembro de 1938, Porto     | Primeira mulher notária pública em Portugal e em toda a Europa | Após a aprovação do decreto que possibilitava às mulheres o poder para exercerem profissões na função pública, já sendo licenciada em Direito pela Universidade de Coimbra, tornou-se na primeira mulher notária e a segunda advogada a exercer no país. |
| 1976 | Cândida Almeida           |        | 28 de janeiro de 1949, Porto |                                   | Primeira magistrada do Ministério Público portuguesa | Formada pela Universidade de Coimbra em 1972, somente em 1976 pôde ingressar no Ministério Público, tornando-se na primeira mulher a o fazer em Portugal. |
| 1977 | Ruth Garcês               |        | 1934, Lourenço Marques       | 10 de junho de 2006, Porto de Mós | Primeira juíza a exercer no país | Em 1993 tornou-se na primeira juíza desembargadora de Portugal. |

## Ensino
| Data | Nome                              | Imagem | Nascimento                         | Morte                               | Feito Histórico                                                                    | Outros Dados |
| ---- | --------------------------------- | ------ | ---------------------------------- | ----------------------------------- | ---------------------------------------------------------------------------------- | --- |
| 1790 | D. Maria I de Portugal            |        | 17 de dezembro de 1734, Lisboa     | 20 de março de 1816, Rio de Janeiro | Fundadora da primeira escola privada para o sexo feminino no país                  | O Colégio das Ursulinas, em Lisboa, destinava-se à educação feminina, focando-se em áreas como religião, boas maneiras, bordados e leitura, sendo gerido por freiras. |
| 1844 | D. Maria II de Portugal           |        | 4 de abril de 1819, Rio de Janeiro | 15 de novembro de 1853, Lisboa      | Fundadora das primeiras escolas públicas para o sexo feminino                      | Denominadas Escolas Primárias para o Sexo Feminino, promoviam uma educação mais ampla, incluindo leitura, escrita e cálculo. Postumamente, fruto das suas iniciativas, em 1889 foi criada a Escola de Enfermagem das Irmãs de S. Vicente de Paulo, tendo como objetivo formar enfermeiras segundo os princípios da enfermagem religiosa, sendo creditada também como a fundadora da primeira escola de enfermagem em Portugal. |
| 1911 | Carolina Michaëlis de Vasconcelos |        | 15 de março de 1851, Berlim        | 16 de novembro de 1925, Porto       | Primeira professora catedrática em Portugal                                        | Nomeada pelo Governo da Primeira República Portuguesa para leccionar Filologia Germânica na Faculdade de Letras de Lisboa, pediu transferência para a Universidade de Coimbra, por residir na cidade do Porto, tornando-se na primeira professora catedrática na instituição académica e no país. |
| 1916 | Maria das Dores Pereira de Sousa  |        | 12 de abril de 1889, Porto         | 21 de dezembro de 1944, Porto       | Primeira professora assistente na Faculdade de Ciências da Universidade do Porto   | Após se distinguir em várias cadeiras, foi convidada para o cargo de 2ª assistente provisória, tornando-se numa das duas primeiras mulheres a assumir um cargo de docência na recém-criada universidade. Três anos depois assumiu o cargo de 2.ª assistente contratada, desenvolvendo a sua carreira na faculdade essencialmente na área da botânica.                                                                          |
| 1966 | Branca Edmée Marques              |        | 14 de abril de 1899, Lisboa        | 19 de julho de 1986, Lisboa         | Primeira professora catedrática de Química em Portugal                             | Licenciada em Ciências Físico-Químicas pela Faculdade de Ciências da Universidade de Lisboa em 1926, tornou-se célebre por ter obtido o doutoramento em França sob a orientação de Marie Curie. |
| 1998 | Maria José Ferro Tavares          |        | 1945, Lisboa                       |                                     | Primeira reitora de uma universidade ou instituição de ensino superior em Portugal | Historiadora e professora especialista na história dos judeus e dos cristãos novos em Portugal, dirigiu a Universidade Aberta de 1998 a 2002. Seguiram-lhe os passos Maria Helena Nazaré em 2002, como reitora da Universidade de Aveiro, Ana Costa Freitas em 2014, pela Universidade de Évora, e Maria de Lurdes Rodrigues em 2018, pelo ISCTE- Instituro Universitário de Lisboa.                                           |
| 2009 | Teresa Pizarro Beleza             |        | 23 de agosto de 1951, Lisboa       |                                     | Primeira reitora de uma faculdade em Portugal                                      | Nomeada reitora da Faculdade de Direito da Universidade Nova de Lisboa. Em 2014, Maria Amélia Ferreira tornou-se na segunda mulher no país a obter o cargo de reitora de uma faculdade, nomeadamente na Faculdade de Medicina da Universidade do Porto. |
| 2022 | Emília Duarte                     |        |                                    |                                     | Primeira professora catedrática de Design em Portugal                              | [ 31 ] |

## Filosofia e Letras
| Data | Nome                       | Nascimento        | Morte                        | Feito Histórico                                                            | Outros Dados |
| ---- | -------------------------- | ----------------- | ---------------------------- | -------------------------------------------------------------------------- | --- |
| 1565 | Públia Hortênsia de Castro | 1548, Vila Viçosa | 10 de outubro de 1595, Évora | Primeira mulher licenciada em Filosofia no país pela Universidade de Évora | Segundo a lenda, posteriormente ter-se-ia mascarado de homem para cursar na Universidade de Coimbra, na companhia do irmão Jerónimo de Castro, tendo estudado Retórica, Humanidades e Metafísica. |

## Forças Armadas e Corpos Policiais
| Data | Nome                        | Nascimento                     | Morte | Feito Histórico                                                              | Outros Dados |
| ---- | --------------------------- | ------------------------------ | ----- | ---------------------------------------------------------------------------- | --- |
| 1930 | Emília da Conceição Pereira |                                |       | Primeira agente recrutada pela Polícia de Segurança Pública                  | Integrada pelo Comando de Lisboa, desempenhava as funções de vigilância de mulheres e crianças, serviços assistenciais, revista de meretrizes e gestão operacional de chamadas telefónicas policiais.   |
| 1992 | Maria Alice Pereira         |                                |       | Primeira mulher militar nomeada representante de Portugal na NATO            | Tenente-coronel da Força Aérea Portuguesa, integrou a primeira representação do país no CWINF da NATO, sendo este evento inteiramente formado por mulheres.                                             |
| 1993 | Paula Costa                 |                                |       | Primeira mulher piloto da Força Aérea Portuguesa                             | [ 37 ] |
| 2013 | Olga Marques                |                                |       | Primeira mulher militar a integrar o Instituto de Socorros a Náufragos (ISN) | [ 38 ] |
| 2018 | Regina Mateus               | 1966, Lourenço Marques         |       | Primeira mulher oficial-general nas Forças Armadas Portuguesas               | Médica-cirurgiã e militar, desempenhou o cargo de directora do Hospital das Forças Armadas; Em 2018 era a mais antiga coronel das Forças Armadas, sendo promovida a brigadeiro-general nesse mesmo ano. |
| 2022 | Maria Correia Halpern Diniz | 12 de dezembro de 1963, Lisboa |       | Primeira mulher oficial-general da Marinha Portuguesa                        | Nomeada Comodoro da Capitão-de-Mar-e-Guerra da classe de Médicos Navais. |
| 2024 | Ana Baltazar                |                                |       | Primeira mulher major-general na Força Aérea Portuguesa                      | [ 41 ] |
| 2025 | Inês Pereira                | 1997, Mogadouro, Bragança      |       | Primeira mulher a liderar uma força nacional destacada do Exército Português | [ 42 ] |

## Jornalismo e Imprensa
| Data           | Nome               | Imagem | Nascimento                                    | Morte                           | Feito Histórico                                                               | Outros Dados |
| -------------- | ------------------ | ------ | --------------------------------------------- | ------------------------------- | ----------------------------------------------------------------------------- | --- |
| 1849           | Antónia Pusich     |        | 1 de outubro de 1805, São Nicolau, Cabo Verde | 6 de outubro de 1883, Lisboa    | Primeira mulher em Portugal a fundar, possuir e dirigir um jornal em Portugal | Dirigiu os periódicos A assemblea litteraria, Beneficência e A Cruzada, destacando-se por usar o seu verdadeiro nome nos artigos que publicava em vez de um pseudónimo masculino.                    |
| 1918           | Virgínia Quaresma  |        | 28 de dezembro de 1882, Elvas                 | 26 de outubro de 1973, Lisboa   | Primeira jornalista repórter portuguesa                                       | Foi também fundadora de uma das primeiras empresas de publicidade para jornais do país. |
| 1938           | Manuela de Azevedo |        | 31 de agosto de 1911, Lisboa                  | 10 de fevereiro de 2017, Lisboa | Primeira jornalista credenciada em Portugal                                   | Foi a primeira mulher a receber a carteira profissional de jornalista, ao serviço do jornal República. Foi considerada a jornalista mais antiga do mundo em 2017, acabando por falecer aos 105 anos. |
| década de 1970 | Leonor Pinhão      |        | 27 de Março de 1957, Lisboa                   |                                 | Primeira jornalista a exercer num jornal desportivo                           | Exerceu no diário desportivo português A Bola. |

## Lista de Referências
1. ↑  Baptista, Albano; Lobo, Mario; Sousa, Mario Pais de (1888). O direito: revista de ciéncias jurídicas e de administração pública. [S.l.: s.n.]
2. ↑  Diogo, Maria Paula; Saraiva, Tiago (31 de maio de 2022). Inventing a European Nation: Engineers for Portugal, from Baroque to Fascism (em inglês). [S.l.]: Springer Nature
3. ↑  «Morreu Isabel Gago, a primeira professora portuguesa de engenheira». Jornal de Notícias. 9 de maio de 2012. Consultado em 9 de março de 2025
4. ↑  Seražin, Helena; Garda, Emilia Maria; Franchini, Caterina (13 de junho de 2018). Women's Creativity since the Modern Movement (1918-2018): Toward a New Perception and Reception (em inglês). [S.l.]: Založba ZRC
5. ↑  LM_cvk (20 de dezembro de 2016). «RECORDANDO - Depois dos desafios». CAVOK.pt. Consultado em 11 de março de 2025
6. ↑  «Por Vera Lúcia Arreigoso e Rui Gustavo». Expresso. 30 de janeiro de 2025. Consultado em 11 de março de 2025
7. ↑  «Comunidade aeronáutica presta homenagem a Eva Vaz». www.cmjornal.pt. 9 de fevereiro de 2025. Consultado em 11 de março de 2025
8. ↑  «U.Porto - Antigos Estudantes Ilustres - Cristina Amélia Machado». sigarra.up.pt. Consultado em 11 de março de 2025
9. ↑  «U.Porto - Antigos Estudantes Ilustres - Cristina Amélia Machado». sigarra.up.pt. Consultado em 11 de março de 2025
10. ↑  Vida, Há mais (21 de setembro de 2020). «A mulher na Farmácia em Portugal». Há + Vida. Consultado em 9 de março de 2025
11. ↑  Ribeiro, José Silvestre (1884). Historia dos estabelecimentos scientificos. [S.l.]: Tip. da Academia real das sciencias
12. ↑  André, João Paulo (2024). Sisters of Prometheus: From the New Woman to Nobelity in Chemistry (em inglês). [S.l.]: Springer Nature
13. ↑  «Pioneiras na FCUP – Maria Leite da Silva Tavares Paes Moreira – Memória Scientífica». Consultado em 9 de março de 2025
14. ↑  Porto, Academia Polytechnica do (1885). Annuario da Academia polytechnica do Porto. [S.l.]: Typographia central
15. ↑  The Medical Bulletin: A Monthly Journal of Medicine and Surgery (em inglês). [S.l.]: F. A. Davis. 1892
16. ↑  Machado, Margarida. «Estudar em Portugal. Mulheres que fizeram história». www.forum.pt. Consultado em 9 de março de 2025
17. ↑  Lima, Joaquim J. Figueiredo (16 de novembro de 2024). Protagonistas na Medicina - Mundial e Portuguesa (em inglês). [S.l.]: .
18. ↑  FBA, Copyright 2013 João Cunha, Ana Soares /. «Museu da Ciência». Museu da Ciência. Consultado em 9 de março de 2025
19. ↑  «Pioneiras na FCUP – Leopoldina Ferreira Paulo – Memória Scientífica». Consultado em 9 de março de 2025
20. ↑  AbrilAbril (26 de agosto de 2020). ««Parto Sem Dor», uma homenagem a Cesina Bermudes no IndieLisboa». AbrilAbril. Consultado em 10 de março de 2025
21. ↑  Lusa (20 de outubro de 2022). «Morreu Dália Cunha, pioneira da ginástica olímpica portuguesa». PÚBLICO. Consultado em 11 de março de 2025
22. ↑  Portugal -, RTP, Rádio e Televisão de. «AS PIONEIRAS DOS JOGOS OLÍMPICOS por Rui Alves - Replay, RTP Memoria - Canais TV - RTP». www.rtp.pt. Consultado em 11 de março de 2025
23. ↑  «Morreu Maria José Nápoles, a primeira esgrimista portuguesa a ir aos JO». Notícias ao Minuto. 27 de junho de 2024. Consultado em 12 de março de 2025
24. ↑  Vaquinhas, Irene; Ribeiro, Maria Manuela Tavares. Students and student life at the University of Coimbra (em inglês). [S.l.]: Imprensa da Universidade de Coimbra / Coimbra University Press
25. ↑  Graça, Sónia (23 de fevereiro de 2013). «Cândida Almeida: A primeira magistrada do país». Jornal SOL. Consultado em 11 de março de 2025
26. ↑  Mühlschlegel, Ulrike (2004). Dona Carolina Michaëlis e os estudos de filologia portuguesa. [S.l.]: TFM
27. ↑  «UAb homenageia ex-reitora». Universidade Aberta. Consultado em 11 de março de 2025
28. ↑  Aveiro, Universidade de. «former-rectors-helena-nazare». Universidade de Aveiro. Consultado em 11 de março de 2025
29. ↑  creativeMAGdesign (12 de dezembro de 2022). «Emília Duarte é a primeira Professora Catedrática de Design em Portugal». Creative News. Consultado em 11 de março de 2025
30. ↑  Wyles, Rosie; Hall, Edith (27 de outubro de 2016). Women Classical Scholars: Unsealing the Fountain from the Renaissance to Jacqueline de Romilly (em inglês). [S.l.]: Oxford University Press
31. ↑  Stevenson, Jane (2005). Women Latin Poets: Language, Gender, and Authority, from Antiquity to the Eighteenth Century (em inglês). [S.l.]: Oxford University Press
32. ↑  «Públia Hortênsia, a menina que espantou literatos». Expresso. 25 de junho de 2018. Consultado em 9 de março de 2025
33. ↑  «Sabe quem foi a primeira mulher polícia portuguesa?». Notícias ao Minuto. 8 de março de 2018. Consultado em 9 de março de 2025
34. ↑  «Defesa Nacional condecorou tenente-coronel farmacêutica». www.netfarma.pt. 12 de julho de 2021. Consultado em 9 de março de 2025
35. ↑  DN, Redacao (20 de agosto de 2023). «Paula Costa. A primeira mulher a pilotar caça bombardeiros na Força Aérea». Diário de Notícias. Consultado em 10 de março de 2025
36. ↑  «A primeira faroleira e a primeira militar do ISN | Câmara Municipal de Cascais». www.cascais.pt. Consultado em 9 de março de 2025
37. ↑  Lusa (21 de dezembro de 2018). «Regina Mateus é primeira mulher general nas Forças Armadas Portuguesas». PÚBLICO. Consultado em 9 de março de 2025
38. ↑  «Primeira militar da Marinha promovida a oficial general». Marinha. Consultado em 9 de março de 2025
39. ↑  WEBTEAM, FAP-. «Força Aérea Portuguesa». www.emfa.pt. Consultado em 9 de março de 2025
40. ↑  «Inês Pereira tem 27 anos e vai ser a primeira mulher a chefiar um pelotão fora de Portugal». Notícias de Coimbra. Consultado em 9 de março de 2025